# X17 (частица)
Частица X17 — гипотетическая элементарная частица (бозон), предложенная в 2015 году группой венгерских физиков под руководством Аттилы Краснахоркаи для объяснения аномальных результатов измерений в ходе поиска тёмных фотонов — аналога фотонов для тёмной материи. Названа в честь массы частицы около 17 МэВ.
Учёные произвели бомбардировку протонами мишени из лития-7, вследствие чего образовались нестабильные ядра бериллия-8, быстро переходящие в основное состояние с излучением фотона. Однако на каждую тысячу таких излучаемых фотонов приходится один случай превращения гамма-кванта внутри ядра бериллия в пару частиц материи и антиматерии — электрона и позитрона, которые могут разлетаться под разными углами.
Стандартная модель предсказывает, что при увеличении угла разлёта между электроном и позитроном вероятность образования пар таких частиц должна уменьшаться. Однако вопреки теории в эксперименте обнаружилось аномальное увеличение числа электрон-позитронных пар при угле разлёта около 140°, что свидетельствует о возможном участии в распаде ранее неизвестной частицы, подчиняющейся законам физики за пределами Стандартной модели.
Опубликование этих результатов такими авторитетными научными изданиями как Physical Review Letters, Nature, European Physical Journal и иными вызвало широкую научную дискуссию. К изучению аномалии подключились и другие исследовательские группы, высказавшие аргументы как в поддержку, так и в опровержение возможности существования частицы Х17.
В 2016 году физики из Калифорнийского университета в Ирвайне предположили, что частица Х17 имеет отношение не к тёмным фотонам, а к частице-переносчику гипотетической пятой силы — ещё одного (наряду с электромагнитным, сильным, слабым и гравитационным) фундаментального взаимодействия.
В 2018—2019 годах группой российских и европейских физиков были опубликованы данные проводимого в ЦЕРНе эксперимента NA64 по обнаружению частицы Х17, где её поиск пока не дал результатов, однако учёные не исключили полностью возможность её существования.
В октябре 2019 года венгерские физики представили результаты нового эксперимента с другими исходными материалами — бомбардировке протонами подверглись атомы тяжёлого изотопа водорода трития, абсорбированного в слое титана на молибденовой подложке. В образовавшихся возбуждённых ядрах гелия-4, при угле разлёта между электронами и позитронами в 115°, возникли аномалии, почти аналогичные таковым в эксперименте с бериллием-8. Эксперимент был подтверждён с высокой статистической значимостью в 7,2 σ (сигма), то есть вероятность случайности аномалий составляет один шанс на 10 триллионов.
Предполагается, что эксперименты по поиску частицы Х17 прояснят важные для науки вопросы о тёмной материи, гипотетической пятой силе, а также об аномальном магнитном моменте мюона, что может дать ключ к пониманию физики вне пределов Стандартной модели.
На 2020 год факт существования частицы Х17 не подтверждён, но и окончательно не опровергнут, исследования продолжаются.

## История

### Аномалия бериллия-8
7 апреля 2015 года группа венгерских физиков из Института ядерных исследований Венгерской академии наук (ATOMKI) под руководством профессора Аттилы Краснахоркаи (Attila Krasznahorkay) опубликовала на сайте препринтов arXiv.org статью под названием «Наблюдение аномального образования внутренней пары в 8Be: возможная сигнатура лёгкого нейтрального бозона», которую 26 января 2016 года переопубликовал один из самых престижных физических журналов Американского физического общества Physical Review Letters.
В статье предполагалось существование новой гипотетической субатомной частицы — лёгкого нейтрального изоскалярного бозона массой 16,70±0,35(стат.)±0,5(сист.) МэВ, что в 32,7 раза больше массы электрона, в 56 раз меньше массы протона, и в 7500 раз меньше массы бозона Хиггса. В честь округлённой массы частицы в 17 МэВ частица была названа Х17.
Краснахоркаи с коллегами решили повторно исследовать аномалии при создании внутренних пар изовекторных (17,6 МэВ) и изоскалярных (18,15 МэВ) M1-переходов в метастабильном бериллии-8, наблюдавшиеся в 1996—2013 годах разными группами физиков. Исследование изовекторных переходов не показало каких-либо примечательных аномалий, однако в ходе изучения изоскалярных (18,15 МэВ) переходов аномалии были установлены.
В ходе проведения в 2013—2015 годах эксперимента по поиску тёмных фотонов — аналога фотонов для тёмной материи, венгерские учёные на расположенном в Дебрецене ускорителе Ван де Граафа производили бомбардировку протонами мишени из стабильного изотопа лития-7 (в составе супероксида лития (LiO2) и вещества LiF2, нанесённых на алюминиевую подложку), вследствие чего, после радиационного захвата протона ядром лития-7, образовывались нестабильные ядра бериллия-8, быстро (с периодом полураспада 6,7(17)⋅10−17 с) переходящие в основное состояние (распад на два атома гелия-4) с излучением фотона. Однако на каждую тысячу таких излучаемых фотонов может приходиться один случай превращения гамма-кванта внутри ядра бериллия в пару частиц материи и антиматерии — электрона и позитрона, которые могут разлетаться под разными углами.
Стандартная модель предсказывает, что при увеличении угла разлёта между электроном и позитроном вероятность образования пар таких частиц должна уменьшаться. Однако вопреки теории в эксперименте обнаружилось аномальное увеличение числа электрон-позитронных пар при угле разлёта около 140°, что может свидетельствовать о возможном участии в распаде ранее неизвестной частицы, подчиняющейся законам физики за пределами Стандартной модели.
Для проверки того, может ли измеренная аномалия быть связанной с влиянием на угловую корреляцию электрон-позитронных пар анизотропного углового распределения гамма-лучей со смешанной мультиполярностью, венгерские учёные провели измерения при различных энергиях бомбардировки, результаты чего в статье были приведены на графике (графики «a», «b», «c», «d»).
Бомбардировка была проведена с энергиями протонов (Ep) в 1,20 МэВ («a»), 1,10 МэВ («b»), 1,04 Мэв («c»), 0,80 МэВ («d»), а также в 1,15 МэВ. Аномалии при угле разлёта электронов и позитронов в районе 140° были отмечены (в порядке убывания степени аномалии) при энергиях протонов: 1,10 МэВ («b») (max), 1,04 Мэв («c») и 1,15 МэВ (аномалия при 1,15 МэВ не показана на графике, но прокомментирована в статье — составила около 60 % от аномалии, наблюдаемой при 1,04 МэВ («c»)), тогда как при самой минимальной (0,80 МэВ («d»)) и самой максимальной (1,20 МэВ («a»)) энергиях протонов, использовавшихся в эксперименте, такие аномалии не наблюдались, что впоследствии было отдельно критически прокомментировано рядом учёных.
Аномалия при Ep=1,10 МэВ (max) и угле разлёта около 140° имеет статистическую значимость в 6,8 σ (сигма) (где обычно считается, что для объявления об открытии достаточно статистической значимости более 5 σ (сигма)), что соответствует вероятности флуктуации фона в 5,6{\displaystyle \cdot }10-12 (или, иначе, вероятность случайности аномалии составляет один шанс на 200 миллиардов).
В аннотации к статье было отмечено, что подобная аномалия может быть связана как с возможным наличием неизвестной частицы, так и с интерференционными эффектами ядерной реакции. В то же время, далее венгерские учёные указали, что поскольку зависимая от энергии протонного пучка форма измеренного отклонения отличается от формы прямой или обратной асимметрии, то маловероятно, что причиной аномалии является влияние каких-либо помех. Кроме того, аномалия не может быть объяснена фоном, связанным с гамма-излучением (поскольку не наблюдается никакого эффекта в условиях отсутствия резонанса, когда фон гамма-излучения почти одинаков), либо иметь происхождение, связанное с ядерной физикой. Систематическая ошибка в ±0,5 МэВ в массе частицы объясняется нестабильностью положения луча на мишени и неопределенностями в калибровке и позиционировании детекторов.
Впоследствии Чжан и Миллер исследовали возможность объяснить аномалию в контексте ядерной физики, для чего исследовали формфактор ядерного перехода как возможную причину аномалии, и обнаружили, что требуемый формфактор нереалистичен для ядра 8Be.
По мнению учёных, частица Х17 может быть возможным кандидатом на роль лёгкого U(1)d-калибровочного бозона, или лёгкого посредника в сценарии с изолированной тёмной материей — вимпа, либо векторной или аксиальной векторной тёмной Z(Zd)-частицы, предлагавшейся для объяснения аномального магнитного момента мюона (aμ) (с учётом того, что тёмные фотоны рядом проведённых экспериментов были в значительной мере исключены из возможных причин аномального магнитного момента мюона), где эксперименты по поиску частицы Х17 могут дать ключ к пониманию физики вне пределов Стандартной модели.

#### Исследование группы из УКИ
В 2016 году Джонатан Фенг с соавторами из Калифорнийского университета в Ирвайне (УКИ) провели масштабное исследование по сопоставлению результатов группы Краснахоркаи с десятком полученных за последнее столетие в этой области работ. Было установлено, что, несмотря на то, что новые результаты не конфликтуют с предыдущими исследованиями, в них наблюдается нечто ранее не встречавшееся, не поддающееся объяснению в рамках Стандартной модели.
Группа Фенга предположила, что новая частица не объясняется существующей теорией, так как при такой малой массе и описании в рамках известных законов она была бы обнаружена ранее. Если частица описывается новыми законами физики, то в таком случае частица Х17 может иметь отношение не к тёмным фотонам, а к частице-переносчику гипотетической пятой силы (пятого взаимодействия) — ещё одного (наряду с электромагнитным, сильным, слабым и гравитационным) фундаментального взаимодействия.
Фенг с соавторами разработали модель, включающую «протофобную» частицу, не исключаемую ранее полученными данными — X-бозон. «Протофобная», то есть «боящаяся», избегающая протонов частица, крайне редко взаимодействует с протонами (её взаимодействие с протоном должно быть подавлено), но может взаимодействовать с нейтронами («нейтрофильная»). Взаимодействие «пятой силы», при участии подобной протофобной и нейтрофильной частицы, должно проявляться на расстоянии 12 фемтометров (фм) (12 размеров протона). Также в модели частица взаимодействует с электронами, верхним и нижним кварком.

### Эксперимент NA64
В рамках стартовавшего в марте 2016 года в ЦЕРНе эксперимента NA64 (при участии ЦЕРНа, Института ядерных исследований РАН (Москва), Института физики высоких энергий (Протвино), Физического института имени П. Н. Лебедева РАН (Москва), Объединённого института ядерных исследований (Дубна), НИИ ядерной физики имени Д. В. Скобельцына МГУ (Москва), группы учёных из Томска, Боннского университета (Германия), Университета Патр (Греция), Технического университета Федерико Санта-Мария (Чили), Института физики частиц (Швейцария)), наряду с решением задач по поиску тёмных фотонов, иных частиц тёмной материи, также осуществляется поиск частицы X17.
В ходе эксперимента физики на протонном суперсинхротроне (SPS) ЦЕРНа обстреливают неподвижную мишень пучками из десятков миллиардов электронов. В случае существования частицы X17 это приводило бы к тому, что взаимодействия между выпускаемыми электронами и ядрами атомов в мишени иногда порождали бы эту частицу, которая затем превращалась бы в электрон-позитронную пару. Коллаборация NA64 пока не нашла никаких признаков того, что такие события имели место, но полученные данные позволяют исключить часть возможных значений для силы взаимодействия между частицей X17 и электроном. В настоящее время планируется модернизировать детектор для следующего этапа поиска, который, как предполагается, будет ещё сложнее предыдущих.
По словам Сергея Гниненко, — ведущего научного сотрудника Института ядерных исследований РАН и одного из представителей проекта NA64, — выявленные венгерскими учёными аномалии могут обуславливаться тремя основными причинами — какими-то особенностями самого эксперимента, некими эффектами ядерной физики, или чем-то принципиально новым, таким, как новая частица (Х17). Для проверки гипотезы о том, что аномалия вызвана именно новой частицей, необходимы как детальный теоретический анализ совместимости результатов по бериллию-8 и гелию-4, так и независимое экспериментальное подтверждение.
Кроме того, обнаружение частицы Х17 также возможно в рамках эксперимента LHCb. По словам физика-теоретика из Массачусетского технологического института Джесси Талера, эксперимент LHCb должен сделать окончательный вывод о существовании или несуществовании частицы Х17 к 2023 году.

### Эксперимент с гелием-4
23 октября 2019 года Краснахоркаи с коллегами из ATOMKI опубликовали на сайте arXiv.org препринт статьи под названием «Новые доказательства, подтверждающие существование гипотетической частицы X17» о новом эксперименте, проведённом с использованием других исходных материалов — венгерские учёные подвергли бомбардировке протонами атомы тяжёлого изотопа водорода трития, абсорбированного в слое титана, нанесённого на молибденовый диск толщиной 0,4 мм. После захвата протона тритий превращался в гелий-4, возбуждённые ядра которого излучали (наряду с фотонами) пары рождавшихся электронов и позитронов.
Бомбардировка осуществлялась протонами с энергией Ep=900 кэВ для заселения второго возбужденного состояния (0−) в 4He, расположенного при Ex=21,01 МэВ (с шириной Γ=0,84 МэВ). Эта энергия бомбардировки находится ниже порога реакции (p,n) (Ethr=1,018 МэВ) и возбуждает ядро 4He лишь до Ex=20,49 МэВ (что ниже центра ширины второго возбужденного состояния 0−).
При угле разлёта электронов и позитронов в 115° были зафиксированы аномалии, почти аналогичные таковым в эксперименте с бериллием-8 при угле разлёта в 140°.
Масса предполагаемой частицы была оценена в 16,84±0,16(стат.)±0,20(сист.) МэВ (что на 0,17 МэВ больше массы частицы в эксперименте с бериллием-8, но при этом не выходит за пределы её статистической погрешности в 0,35 МэВ).
Исследователи утверждают, что эксперимент подтверждается с высокой статистической значимостью в 7,2 σ (сигма), то есть вероятность случайности аномалий составляет один шанс на 10 триллионов, что усиливает аргумент в пользу существования частицы X17 в сравнении с экспериментом с бериллием-8.
Как отмечено в статье, эксперимент NA64 в ЦЕРНе исключил часть разрешённого пространства параметров для частицы Х17, но оставил неисследованным перспективный район 4,2{\displaystyle \cdot }10-4≤{\displaystyle \in }е≤1,4{\displaystyle \cdot }10-3.
Данный факт был освещён в научной журналистике, где основное внимание уделялось последствиям, которые будут иметь место при наличии частицы X17 и соответствующей пятой силы в рамках поиска тёмной материи.

## Критика
Дон Линкольн, американский исследователь в области физики элементарных частиц, член Фермилаба, принимавший участие в открытии бозона Хиггса в 2012 году, в 2016 году (то есть до публикации результатов венгерских учёных 2019 года о наблюдении аномалии в распаде атомов гелия-4) прокомментировал заявление группы Краснахоркаи о возможном обнаружении ими в 2015 году нового бозона массой 17 МэВ, где отметил, что частицы, возникающие при энергиях порядка 17 Мэв, — что относительно низко по современным оценкам, — достаточно хорошо изучены, и было бы неожиданным обнаружить в этом диапазоне новую, ранее неизвестную, частицу. Линкольн сомневается, что научное сообщество примет существование пятого взаимодействия с радиусом действия в 12 фм и частицу, избегающую протонов.
По мнению Линкольна, участники группы из УКИ имеют хорошую репутацию и являются профессиональными экспертами в своей области. В плюс венгерской группе идёт публикование работы в авторитетном, рецензируемом физическом журнале Physical Review Letters. Однако венгерская группа имеет две предыдущие опубликованные работы, где наблюдались похожие аномалии, включая возможные частицы с массами в 12 и 13 МэВ, однако обе эти работы были опровергнуты последующими экспериментами. При этом члены венгерской группы не смогли объяснить причину ошибок в опровергнутых работах. Также эта группа редко публиковала данные, не содержащие аномалий.
Подобной позиции придерживаются американские физики Натали Уолчовер и Оскар Навилья-Кунсик.
Физик-теоретик из Массачусетского технологического института Джесси Талер также сомневается в существовании частицы Х17: «Если бы мне предложили расширить Стандартную Модель так, как мне хочется, то это определённо не было бы первым, что я бы в неё внёс».
По словам Рувена Эссига из Университета штата Нью-Йорк в Стоуни-Брук: «Свойства этого бозона слегка неожиданны, и маловероятно, что это подтвердится».
Ведущий сотрудник Института проблем передачи информации имени А. А. Харкевича РАН доктор физико-математических наук Андрей Ростовцев скептически отнёсся к заявлению венгерских учёных, обратив внимание на то, что аномалия в эксперименте появляется лишь при определённых энергиях бомбардировки: «На графике видно, что отклонения наблюдаются только при двух значениях энергии падающих протонов, при других показателях энергии этого нет. Немного поменяли энергию протонов — и „всплеск“ исчез. Обычно такое бывает, когда возникают определённые экспериментальные сложности. Ведь бериллий — он и в Африке бериллий, и не важно, при какой энергии он получен».
Учёный отметил, что группа Краснахоркаи не пытается объяснить данное обстоятельство, и также указал, что время жизни предполагаемой частицы оценивается в 10-14 секунды, что довольно много, и странно то, что в большом числе аналогичных экспериментов её так и не обнаружили. Ситуация напомнила ему историю с экспериментом OPERA, где было объявлено об открытии нейтрино, летевших со сверхсветовой скоростью, где в итоге оказалось, что причиной был плохо подключённый кабель.
Ситуацию 26 мая 2016 года прокомментировал российский физик и популяризатор науки Игорь Иванов, сообщив, что различные отклонения в ядерной физике возникают регулярно, поскольку проблематично адекватно сосчитать спектр возбуждений ядер, пусть даже лёгких, в связи с чем и в данном случае, с большой долей вероятности, имеет место плохо описываемый эффект ядерной физики.

##### 2015
- Krasznahorkay, A. J., Csatlos, M., Csige, L., Gulyas, J., Koszta, M., Szihalmi, B., Timar, J., Firak, D. S., Nagy, A., Sas, N. J., Krasznahorkay, A. Observation of Anomalous Internal Pair Creation in 8Be: A Possible Signature of a Light, Neutral Boson // arxiv.org : сайт. — 2015. — 7 апреля. — arXiv:1504.01527.

##### 2016
- Krasznahorkay, A. J., Csatlos, M., Csige, L., Gulyas, J., Koszta, M., Szihalmi, B., Timar, J., Firak, D. S., Nagy, A., Sas, N. J., Krasznahorkay, A. Observation of Anomalous Internal Pair Creation in 8Be: A Possible Indication of a Light, Neutral Boson // Physical Review Letters : журнал. — Американское физическое общество, 2016. — 26 января (№ 116 (42501)). — doi:10.1103/PhysRevLett.116.042501. — Bibcode: 2016PhRvL.116d2501K. — arXiv:1504.01527. — PMID 26871324.
- Cartlidge, E. Has a Hungarian physics lab found a fifth force of nature? Radioactive decay anomaly could imply a new fundamental force, theorists say (англ.) // Nature : журнал. — Nature Publishing Group, 2016. — 25 May. — doi:10.1038/nature.2016.19957.
- Feng, J. L., Fornal, B., Galon, I., Gardner, S., Smolinsky, J., Tait, T. M. P, Tanedo, P. Protophobic Fifth Force Interpretation of the Observed Anomaly in 8Be Nuclear Transitions // Physical Review Letters : журнал. — Американское физическое общество, 2016. — 11 августа (№ 117 (071803)). — doi:10.1103/PhysRevLett.117.071803. — Bibcode: 2016PhRvL.117g1803F. — arXiv:1604.07411. — PMID 27563952.
- Ellwanger, U., Moretti, S. Possible explanation of the electron positron anomaly at 17 MeV in 8Be transitions through a light pseudoscalar // Journal of High Energy Physics[англ.] : журнал. — Springer Science+Business Media, Сисса (институт), 2016. — 8 ноября (№ 11 (039)). — arXiv:1609.01669.
- Jia, L.-B., Li, X.-Q. The new interaction suggested by the anomalous 8Be transition sets a rigorous constraint on the mass range of dark matter // European Physical Journal C : журнал. — EDP Sciences, Springer Science+Business Media, Società Italiana di Fisica[англ.], 2016. — 24 декабря (т. 76, № 12 (706)). — doi:10.1140/epjc/s10052-016-4561-3. — arXiv:1608.05443.

##### 2017
- Kitahara, T., Yamamoto, Y. Protophobic light vector boson as a mediator to the dark sector // Physical Review D : журнал. — Американское физическое общество, 2017. — 11 января (№ 95 (015008)). — doi:10.1103/PhysRevD.95.015008. — arXiv:1609.01605.
- Feng, J. L., Fornal, B., Galon, I., Gardner, S., Smolinsky, J., Tait, T. M. P, Tanedo, P. Particle physics models for the 17 MeV anomaly in beryllium nuclear decays // Physical Review D : журнал. — Американское физическое общество, 2017. — 16 февраля (№ 95 (035017)). — doi:10.1103/PhysRevD.95.035017. — arXiv:1608.03591.
- Krasznahorkay, A. J., Csatlos, M., Csige, L., Gulyas, J., Hunyadi M., Ketel T. J., Krasznahorkay, A., Kuti I., Nagy, A., Nyakó, B. M., Sas, N. J., Timar, J., Vajda I. New experimental results for the 17 MeV particle created in 8Be // European Physical Journal Web of Conferences : журнал. — EDP Sciences, Springer Science+Business Media, Società Italiana di Fisica[англ.], 2017. — 22 марта (№ 137 (08010)). — doi:10.1051/epjconf/201713708010.
- Krasznahorkay, A. J., Csatlos, M., Csige, L., Gulyas, J., Ketel T. J., Krasznahorkay, A., Kuti I., Nagy, A., Nyakó, B. M., Sas, N. J., Timar, J., Vajda I. On the creation of the 17 MeV X boson in the 17.6 MeV M1 transition of 8Be // European Physical Journal Web of Conferences : журнал. — EDP Sciences, Springer Science+Business Media, Società Italiana di Fisica[англ.], 2017. — 12 апреля (№ 142 (01019)). — doi:10.1051/epjconf/201714201019.
- Kozaczuk, J., Morrissey, D. E., Stroberg, S. R. Light axial vector bosons, nuclear transitions, and the 8Be anomaly // Physical Review D : журнал. — Американское физическое общество, 2017. — 22 июня (№ 95 (115024)). — doi:10.1103/PhysRevD.95.115024. — arXiv:1612.01525.
- Gu, P.-H., He, X.-G. Realistic Model For a Fifth Force Explaining Anomaly in 8Be∗→8Be e+e− Decay // Nuclear Physics В : журнал. — Elsevier, 2017. — Июль. — doi:10.1016/j.nuclphysb.2017.03.023. — arXiv:1606.05171.
- Fornal, B. Is There a Sign of New Physics in Beryllium Transitions? // International Journal of Modern Physics A[англ.] : журнал. — World Scientific, 2017. — 28 августа (т. 32, № 25 (1730020)). — doi:10.1142/S0217751X17300204. — arXiv:1707.09749.
- Zhang, X., Miller, G. A. Can nuclear physics explain the anomaly observed in the internal pair production in the Beryllium-8 nucleus? // Physics Letters B : журнал. — Elsevier, 2017. — 10 октября (№ 773). — С. 159—165. — doi:10.1016/j.physletb.2017.08.013. — arXiv:1703.04588.
- Chen, C.-S., Lin, G.-L., Lin, Y-H., Xu, F. The 17 MeV anomaly in beryllium decays and U(1) portal to dark matter // International Journal of Modern Physics A[англ.] : журнал. — World Scientific, 2017. — 6 ноября (т. 32, № 31 (1750178)). — doi:10.1142/S0217751X17501780. — arXiv:1609.07198.
- Rose, L. D., Khalil, S., Moretti, S. Explanation of the 17 MeV Atomki Anomaly in a U(1)′-Extended 2-Higgs Doublet Model // Physical Review D : журнал. — Американское физическое общество, 2017. — 26 декабря (№ 96 (115024)). — doi:10.1103/PhysRevD.96.115024. — arXiv:1704.03436.

##### 2018
- D. Banerjee, V. E. Burtsev, A. G. Chumakov, D. Cooke, P. Crivelli, E. Depero, A. V. Dermenev, S. V. Donskov, R. R. Dusaev, T. Enik, N. Charitonidis, A. Feshchenko, V. N. Frolov, A. Gardikiotis, S. G. Gerassimov, S. N. Gninenko, M. Hösgen, M. Jeckel, A. E. Karneyeu, G. Kekelidze, B. Ketzer, D. V. Kirpichnikov, M. M. Kirsanov, I. V. Konorov, S. G. Kovalenko, V. A. Kramarenko, L. V. Kravchuk, N. V. Krasnikov, S. V. Kuleshov, V. E. Lyubovitskij, V. Lysan, V. A. Matveev, Yu. V. Mikhailov, D. V. Peshekhonov, V. A. Polyakov, B. Radics, R. Rojas, A. Rubbia, V. D. Samoylenko, V. O. Tikhomirov, D. A. Tlisov, A. N. Toropin, A. Yu. Trifonov, B. I. Vasilishin, G. Vasquez Arenas, P. V. Volkov, V. Volkov, P. Ulloa. Search for a Hypothetical 16.7 MeV Gauge Boson and Dark Photons in the NA64 Experiment at CERN // Physical Review Letters : журнал. — Американское физическое общество, 2018. — 8 июня (№ 120 (231802)). — doi:10.1103/PhysRevLett.120.231802. — arXiv:1803.07748.

##### 2019
- Rose, L. D., Khalil, S., King, S. J. D., Moretti, S., Thabt, A. M. Atomki Anomaly in Family-Dependent U(1)′ Extension of the Standard Model // Physical Review D : журнал. — Американское физическое общество, 2019. — 18 марта (№ 99 (055022)). — doi:10.1103/PhysRevD.99.055022. — arXiv:1811.07953.
- Rose, L. D., Khalil, S., King, S. J. D., Moretti, S. New Physics Suggested by Atomki Anomaly // Frontiers of Physics[англ.] : журнал. — Higher Education Press, Springer Science+Business Media, 2019. — 15 мая (№ 7 (73)). — doi:10.3389/fphy.2019.00073.
- Kirsanov, М. Recent results of the NA64 experiment at the CERN SPS // European Physical Journal Web of Conferences : журнал. — EDP Sciences, Springer Science+Business Media, Società Italiana di Fisica[англ.], 2019. — 17 июня (№ 212 (06005)). — С. 8. — doi:10.1051/epjconf/201921206005.
- Krasznahorkay, A. J., Csatlos, M., Csige, L., Gulyas, J., Koszta, M., Szihalmi, B., Timar, J., Firak, D. S., Nagy, A., Sas, N. J., Krasznahorkay, A. New evidence supporting the existence of the hypothetic X17 particle // arxiv.org : сайт. — 2019. — 23 октября. — arXiv:1910.10459.

##### Дополнительно
- Rose, M. E. Internal Pair Formation // Physical Review : журнал. — Американское физическое общество, 1949. — 1 сентября (№ 76 (678)). — doi:10.1103/PhysRev.76.678.
- Schlüter, P., Soff, G., Greiner, W. Pair creation by internal conversion // Physics Reports[англ.] : журнал. — Elsevier, 1981. — Сентябрь (т. 75, вып. 6). — С. 327—392. — doi:10.1016/0370-1573(81)90166-6.
- Тарасевич, Г. Пролить свет на тёмные фотоны. Наука ещё на шаг подошла к разгадке тайны тёмной материи // Кот Шрёдингера (журнал) : журнал. — 2017. — № 7—8 (33—34).

### Интернет-издания

#### На русском

##### 2016
- Котляр, П. Венгерские физики открыли пятую силу природы? // Газета.Ru : сайт. — 2016. — 26 мая.
- РИА Наука. Nature: венгерские физики говорят об открытии «пятой силы природы» // РИА Новости : сайт. — 2016. — 26 мая.
- Королёв, В. Венгерских физиков заподозрили в открытии новой фундаментальной силы // nplus1.ru : сайт. — 2016. — 26 мая.
- Коржиманов, А. Открыто пятое фундаментальное взаимодействие? // physh.ru : сайт. — 2016. — 26 мая.
- Понятов, А. Открыта новая сила природы? Обнаружена элементарная частица, которая может оказаться переносчиком нового фундаментального взаимодействия // Наука и жизнь : сайт. — 2016. — 30 мая.
- РИА Наука. Физики из США усомнились в существовании «пятой силы природы» // РИА Новости : сайт. — 2016. — 9 июня.
- Lincoln, D. Пятое фундаментальное взаимодействие: правда или вымысел? = A Fifth Force: Fact or Fiction? // Хабр : сайт  / Голованов, В. — 2016. — 3 сентября.

##### 2017
- Siegel, E. Спросите Итана: правда ли, что получено доказательство существования нового, пятого взаимодействия? = Ask Ethan: Is There Really Evidence For A New, Fifth Force? // Хабр : сайт  / Голованов, В. — 2017. — 13 мая.
- Иванов, И. Физика элементарных частиц в 2017 году // Элементы.ру : сайт. — 2017. — 26 декабря.

##### 2019
- ТАСС Наука. Венгерские физики заявили об открытии новых следов «пятой силы природы». О высокой вероятности их правоты говорит достоверность исследования в 7,2 сигма // ТАСС : сайт. — 2019. — 20 ноября.
- Lenta.ru. Обнаружена новая сила во Вселенной // Lenta.ru : сайт. — 2019. — 20 ноября.
- Алимов, Т. Физики нашли новые доказательства пятой силы Вселенной // Российская газета : сайт. — 2019. — 21 ноября.
- Макаров, В. Обнаружена новая сила природы: «пятый элемент» // Популярная механика : сайт. — 2019. — 21 ноября.
- Васильев, С. Физики нашли новые подтверждения существования «пятой» фундаментальной силы // naked-science.ru : сайт. — 2019. — 21 ноября.
- Глянцев, А. Великое открытие? Возможно, обнаружено пятое фундаментальное взаимодействие // Вести.ру : сайт. — 2019. — 22 ноября.
- Алексенко, А. Пятый элемент. Физики обнаружили неведомую силу природы // Сноб (журнал) : сайт. — 2019. — 28 ноября.
- РИА Наука. Учёные нашли новое свидетельство бозона темной энергии // РИА Новости : сайт. — 2019. — 28 ноября.

#### На английском

##### 2016
- Macdonald, F. Physicists Think They Might Have Just Detected a Fifth Force of Nature // www.sciencealert.com : сайт. — 2016. — 16 мая.
- Wolchover, N. Evidence of a 'Fifth Force' Faces Scrutiny — A lab in Hungary has reported an anomaly that could lead to a physics revolution. But even as excitement builds, closer scrutiny has unearthed a troubling backstory // Quanta Magazine[англ.] : сайт. — 2016. — 7 июня.
- Siegel, E. Ask Ethan: Is There Really Evidence For A New, Fifth Force? // Forbes : сайт. — 2016. — 11 июня.
- Lincoln, D. A Fifth Force: Fact or Fiction? // Live Science[англ.] : сайт. — 2016. — 5 июля.

##### 2019
- Siegel, E. This One 'Anomaly' Is Driving Physicists To Search For Light Dark Matter // Forbes : сайт. — 2019. — 31 июля.
- McRae, M. Physicists Claim They've Found Even More Evidence of a New Force of Nature // www.sciencealert.com : сайт. — 2019. — 20 ноября.
- Cockburn, H. Scientists may have discovered fifth force of nature, laboratory announces. With appearance of mysterious new particle X17, will physicists have to call time on hunt for dark matter? (англ.) // The Independent : сайт. — 2019. — 21 November.
- Malewar, A. Scientists may have discovered the fifth force of nature — It's not the first time researchers claim to have caught a glimpse of it // TechExplorist.com : сайт. — 2019. — 21 ноября.
- Prior, R. A 'no-brainer Nobel Prize': Hungarian scientists may have found a fifth force of nature // CNN : сайт. — 2019. — 23 ноября.
- Siegel, E. This is Why the 'X17' Particle and a New, Fifth Force Probably Don't Exist // Forbes : сайт. — 2019. — 26 ноября.
- Lopes, A. The plot thickens for a hypothetical “X17” particle // CERN : сайт. — 2019. — 27 ноября.

#### Дополнительно
- Что такое «сигма»? // Элементы.ру : сайт.
- Статистическая погрешность // Элементы.ру : сайт.
- Систематическая погрешность // Элементы.ру : сайт.

### Видео

#### Иноязычные
- Is There a Fifth Fundamental Force? + Quantum Eraser Answer | Space Time | PBS Digital Studios (Youtube, 7.09.2016, длит. 8:21)
- A sötét erők nyomában (teljes) — Prof. Krasznahorkay Attila (MTA Atommagkutató Intézet). (Youtube, 20.07.2017, длит. 47:05)
- Conference on Neutrino And Nuclear Phisics (CNNP 2017). Krasznahorkay Attila. New results on the Be-8 anomaly. (Youtube, 15.11.2017, длит. 25:56)
- Scientists may have discovered fifth force of nature, laboratory announces (The Independent, 20.11.2019, длит. 1:06)
- Zbulohet forca e re, shkencëtarët hungarezë bëjnë zbulimin e madh (Youtube, 25.11.2019, длит. 1:25)